# Ă
La lettera Ă (minuscolo: ă), ovvero A con quantità breve, appare nella lingua latina, rumena e vietnamita.
È usata inoltre per traslitterare la lettera bulgara Ъ/ъ in slovacco, ceco e svedese.

## Latino
Nella lingua latina la Ă ha il valore fonetico [ɐ], e la pronuncia di tale fonema è breve.

## Rumeno
Nella lingua rumena la Ă ha il valore fonetico [ə]. Il segno diacritico viene chiamato căciulă.

## Vietnamita
Nella lingua vietnamita la Ă ha il valore fonetico [a].